# Allelisk exklusion
Allelisk exklusion är en genetisk process som leder till att endast en av normalt två nedärvda alleler (en från vardera föräldern) uttrycks, medan den andra "tystas". Fenomen är mest uppmärksammat för sin roll i utvecklingen av B-lymfocyter, där allelisk uteslutning tillåter varje mogen B-lymfocyt att uttrycka endast en typ av immunglobulin. Detta resulterar sedan i att varje B-lymfocyt endast kan känna igen en antigen. Detta är signifikant eftersom samuttrycket av båda allelerna i B-lymfocyter är förknippat med autoimmunitet och produktion av autoantikroppar.
Många regulatoriska processer kan leda till uteslutning av allel. I ett fall kan en allel av genen bli transkriptionellt tyst, vilket resulterar i transkription och uttryck av endast den andra allelen. Detta kan delvis orsakas av minskad metylering av den uttryckta allelen. Omvänt kan allelisk uteslutning också regleras genom asynkront alleliskt omarrangemang. I detta fall transkriberas båda allelerna men bara en blir ett funktionellt protein.

## I B-lymfocyter
Allel uteslutning har observerats oftast i gener för cellytereceptorer och har studerats omfattande i immunceller såsom B-lymfocyter. Allelisk uteslutning av immunglobulingener (Ig) för tung kedja och lätt kedja i B-celler utgör den genetiska grunden för närvaron av endast en enskild typ av antigenreceptor på en given B-lymfocyt, vilket är centralt för att förklara regeln "en B-cell - en antikropp". Den variabla domänen av B-cellsantigenreceptorn kodas av V-, (D)- och J-gensegmenten, vars rekombination ger upphov till Ig-genallelexklusion. V(D)J-rekombination sker oprecist, så att medan transkript från båda allelerna uttrycks, kan endast en ge upphov till en funktionell ytantigenreceptor. Om ingen framgångsrik omarrangering sker på någon av kromosomerna, dör cellen.

### Modeller

#### Stokastisk
I den stokastiska modellen antas sannolikheten för funktionellt allelomarrangemang vara mycket låg jämfört med sannolikheten för icke-funktionellt omarrangemang, medan Ig-omarrangemanget anses vara mycket effektivt. Som ett resultat sker statistiskt sett framgångsrik rekombination av mer än en funktionell Ig-allel i en B-cell mycket sällan.

#### Asynkron rekombination
I modellerna för asynkron rekombination styrs rekombinationsprocessen av tidpunkten för rekombinationsaktiverande gen (RAG) rekombinas och tillgängligheten för varje Ig-allel inom kromatinstrukturen.
1. Asynkron probabilistisk rekombinationsmodell: Denna probabilistiska modell bygger på de mekanismer som styr kromatintillgänglighet. Den begränsade tillgängligheten för Ig-alleler på grund av kromatinstrukturen leder till låg rekombinationseffektivitet och därför är sannolikheten för biallelomarrangemang försumbar.[7]
2. Asynkron instruktiv rekombinationsmodell: Den instruktiva modellen är baserad på skillnaden i tidpunkt för allelereplikation, där allelerna genomgår rekombination sekventiellt. I denna modell genomgår den andra allelen omarrangemang endast om den första omarrangemanget misslyckats.[7][9]

#### Klassisk feedbackhämning
Återkopplingsinhiberingsmodellen liknar det asynkrona rekombinationsläget, men den betonar mekanismerna som upprätthåller omarrangeringsasynkronin. Denna modell antyder att en rekombination som ger upphov till en funktionell B-cellytereceptor kommer att orsaka en serie signaler som undertrycker ytterligare rekombination. Utan dessa signaler kommer allelisk omarrangemang att fortsätta. Den klassiska återkopplingsmodellen bekräftas empiriskt av observerade rekombinationsförhållanden.

## I Igκ och Igλ lätta kedjegener
Den alleliska uteslutningen av generna Igκ och Igλ i lätt kedja är en process som kontrolleras av den monoalleliska initieringen av V(D)J-rekombination. Även om lite är känt om mekanismen som leder till den alleliska uteslutningen av Igλ-gener, inaktiveras Igκ-lokuset i allmänhet av RAG-medierad deletion av exonet Cκ. V(D)J-rekombinationssteget är en slumpmässig och ospecifik process som sker en allel i taget där segmenten V, (D) och J omarrangeras för att koda för den variabla regionen, vilket resulterar i en bråkdel av funktionella gener med en produktiv V(D)J-regionen. Allelexklusion framtvingas sedan via återkopplingsinhibering där den funktionella Ig-genen hämmar V(D)J-omlagring av den andra allelen. Även om denna återkopplingsmekanism huvudsakligen uppnås genom hämning av sammanställningen av V- och D-J-segment, spelar nedregleringen av transkription och undertryckande av RAG-tillgänglighet också en roll.

## I sensoriska neuroner
Vomeronasala sensoriska neuroner finns i det vomeronasala organet vid nässkiljeväggen och deras specialitet är feromondetektering. En vomeronasal receptor, V1R, uppvisar allelisk uteslutning. När en V1R-receptorgen uttrycks ger en luktreceptor negativ feedback som förhindrar transkription av andra V1R-receptorgener. Hos möss kan vomeronasala sensoriska neuroner, en doftreceptorkodande sekvenss exogena transkription från en V1R-promotor, stoppa endogena V1R-gener från att transkriberas. De erhöll också data som stöder monoallel uttryck av V1rb2mv och V1rb2vg alleler och monogent uttryck av V1rb2 lokus.
Monoalleliskt uttryck hittades också i möss luktreceptorgener i luktsensoriska neuroner. En uppströms cis-verkande DNA-region kontrollerar en luktreceptorgenklusters aktivering och resulterade i monogent uttryck av en luktreceptorgen. Den uttryckta kodande regionens störning eller avstängning resulterade i uttryck av ett andra olfaktoriskt receptorgen. Baserat på detta antog de att för att upprätthålla "en receptor-en-neuronregeln" (Serizawa et al, 2003), är en olfaktorisk receptorgens slumpmässiga aktivering och den uttryckta genproduktens negativa feedback nödvändig.

## Senare forskning
Intracellulärt GATA3-uttryck är en avgörande komponent i T-cellsreceptorbeta (TCRβ) allelisk uteslutning i däggdjursceller. GATA3 transgent överuttryck med en 2,5- till 5-faldig ökning delvis på grund av Gata3-transkriptionell aktivering från monoallel till biallel resulterade i första hand i att båda allelerna av TCRβ rekombinerade. Intracellulärt GATA3-uttryck kan dela vildtyps omogna tymocytcellpopulationer. Även om celler oavsett GATA3-uttrycksnivå gav funktionella TCRβ-sekvenser, var det nästan enda rekombination av ett Tcrb-lokus i lågt uttryckta GATA3-celler och konstant rekombination av båda allelerna i högt uttryckta GATA3-celler.
Vβ Rekombinationssignalsekvenser (RSS) med dåliga kvaliteter undertryckte en allels uttryck av två TCRβ-gener. Dessa Vβ RSSs av dålig kvalitet minskade chanserna för uppströms Vβ- och V31-rekombination på samma allel, vilket i sin tur möjliggjorde funktionella TCRβ-geners monoalleliska sammansättning och uttryck. Men det var osannolikt att Vβ RSS:er av dålig kvalitet skulle resultera i monogent TCRβ-uttryck enbart och kan ha involverat andra epigenetiska processer. RSS:er är involverade i däggdjurs TCRβ geners monogena sammansättning och uttryck och kan också vara involverade i andra däggdjurs TCR-relaterade gener. Vβ-rekombinasmål av låg kvalitet begränsar slumpmässigt produktionen av två funktionella omarrangemang, vilket medför TCRβ-allelexkludering.